# 1. Minensuchgeschwader

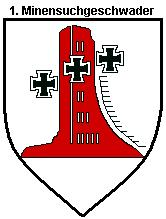
Wappen des 1. Minensuchgeschwaders

Das 1. Minensuchgeschwader (1. MGschw) wurde 1956 in der neuen Bundesmarine aufgestellt. Es gehörte zur Flottille der Minenstreitkräfte und wurde 2005 aufgelöst.

## Gründung des Geschwaders
Das erste Minensuchgeschwader wurde – zunächst unter dem Namen „1. schnelles Minensuchgeschwader“ – am 5. Juni 1956 in Bremerhaven durch Admiral Wolfgang Wegener in Dienst gestellt. Grundstock des Geschwaders, welches die Grundlage der neuen Minenstreitkräfte der Bundesmarine bildete, waren die vier Boote Orion, Rigel, Merkur und Sirius. Nachdem das Geschwader bereits am nächsten Tag nach Wilhelmshaven verlegt wurde, vergrößerte sich der Bootsbestand um weitere vier Boote, bevor es Ende Juli 1956 mit weiteren vier Booten vorerst komplettiert wurde. Alle zwölf Boote waren ehemalige R-Boote der Kriegsmarine, die zuvor unter britischer Aufsicht im Deutschen Minenräumdienst eingesetzt worden waren und später der United States Navy unterstanden.
Im Dezember 1956 kam es zu einer weiteren Verlegung des Geschwaders nach Flensburg, wo nun für rund 32 Jahre sein Heimathafen sein sollte. Nachdem am 21. Januar 1957 der Versorger Oste hinzugestoßen war, konnte das Geschwader voll einsatzfähig der NATO unterstellt und ihr im Juni desselben Jahres einsatzmäßig assigniert werden.

## Geschichte des Geschwaders
In den ersten Jahren waren die Boote vorwiegend in der Nordsee und der Ostsee eingesetzt. Dabei kam es schon früh zu Begegnungen mit Einheiten des Warschauer Paktes. Erst nach der Öffnung des Eisernen Vorhanges wurde eine Zusammenarbeit mit den Ländern des Bündnisses möglich, was in zahlreichen Manövern in den 1990er Jahren auch verwirklicht wurde, so in dem seit 1993 in regelmäßigem Turnus stattfindenden Open Spirit.
Mit der Außerdienststellung von fünf alten Booten begann im Februar 1959 der erste Generationswechsel innerhalb des Geschwaders. Von November 1960 bis Oktober 1963 wurde es durch Austausch der alten R-Boote zugunsten der neuen Schnellen Minensuchboote (SM-Boote: Schütze-Klasse, Typ 340/341) modernisiert; dabei wurden zum Großteil die Namen der Vorgängerboote übernommen. Der am 11. Mai 1963 in Dienst gestellte Tender Saar löste den Versorger Oste ab.
Darüber hinaus wurden in den Jahren 1970 und 1972 mit den Minentransportern Sachsenwald und Steigerwald zwei weitere Schiffe eingegliedert.
Die neuen MS-Boote, mit einem Baupreis von jeweils 7,3 Millionen DM eher „günstige“ Boote, bereiteten jedoch durchaus Probleme: aufgrund der Verwendung von schlechtem Baumaterial bei der Herstellung der Querschotten mussten aufwendige Nachbesserungen durchgeführt werden. Außerdem traten immer wieder Fäulniserscheinungen auf.
Mit der Außerdienststellung des SM-Bootes Rigel im Jahre 1990 wurde der zweite Generationswechsel eingeleitet. Bis zum Jahresende folgten vier weitere Boote, und 1991 wurde auch der Minentransporter Sachsenwald außer Dienst gestellt. Im November 1993 erfolgte die Außerdienststellung der Steigerwald. Mit dem Umzug des Geschwaders am 7. September 1992 nach Olpenitz, dem zukünftigen Typstützpunkt, begann auch die Indienststellung der Boote der Frankenthal-Klasse (Klasse 332) (die Steigerwald verblieb noch bis zu ihrer Außerdienststellung im Stützpunkt Flensburg). Diese Klasse stellte eine richtungsweisende Erneuerung des vorhandenen Bootsbestandes dar. Dies gilt insbesondere für den Einsatz der verwendeten Baumaterialien, denn erstmals in der Geschichte des Geschwaders kam hier ein amagnetischer Schiffbaustahl zum Einsatz. Neuer Tender des Geschwaders war fortan die Werra.
Im Oktober 1999 wurden die einzelnen Geschwader der Minensuchflottille neu gegliedert. Von den ursprünglich zwölf Booten der Klasse 332 waren fortan nur noch neun dem Geschwader unterstellt; die drei anderen Boote wurden dem 3. Minensuchgeschwader zugewiesen.

## Auflösung des Geschwaders
Das Geschwader wurde am 21. Dezember 2005 – fünf Monate vor seinem fünfzigjährigen Bestehen – durch seinen Geschwaderkommandeur Fregattenkapitän Volker Richter in Olpenitz aus organisatorischen Gründen aufgelöst. Die verbleibenden Boote – die Minenjagdboote Weiden und Frankenthal wurden an die Vereinigten Arabischen Emirate verkauft – wurden dem 3. und 5. Minensuchgeschwader unterstellt und im Frühjahr 2006 nach Kiel verlegt. Der Marinestützpunkt Olpenitz wurde mit Abzug der Boote im Februar 2006 geschlossen.

## Kommandeure des 1. Minensuchgeschwaders
| Kommandeur                             | Dienstzeitbeginn   | Dienstzeitende     |
| -------------------------------------- | ------------------ | ------------------ |
| Korvettenkapitän Adolf Graef           | 1. Juni 1956       | 15. Februar 1958   |
| Korvettenkapitän Ulrich Albrecht       | 16. Februar 1958   | 29. August 1958    |
| Korvettenkapitän Oswald Duch (i. V.)   | 30. August 1958    | 31. Oktober 1958   |
| Korvettenkapitän Walter Klemm          | 1. November 1958   | 31. Oktober 1960   |
| Fregattenkapitän Ernst-August Gerke    | 1. November 1960   | 15. Februar 1962   |
| Fregattenkapitän Franz Kleemann        | 16. Februar 1962   | 31. März 1963      |
| Fregattenkapitän Horst Mertineit       | 1. April 1963      | 31. März 1965      |
| Fregattenkapitän Hans-Helmut Anschütz  | 1. April 1965      | 31. Juli 1967      |
| Fregattenkapitän Leopold Slezak        | August 1967        | März 1970          |
| Fregattenkapitän Gernot Dietze         | 1. Juni 1970       | 31. März 1973      |
| Fregattenkapitän Joachim Petersen      | 1. April 1973      | 30. Juni 1975      |
| Fregattenkapitän Rainer Christmann     | 1. Juli 1975       | 30. September 1978 |
| Fregattenkapitän Jan-Eike Wolff        | 1. Oktober 1978    | 30. September 1982 |
| Fregattenkapitän Harald Dräger         | 1. Oktober 1982    | 25. September 1986 |
| Fregattenkapitän Detlev Hoepner        | 26. September 1986 | 26. September 1988 |
| Fregattenkapitän Klaus-Peter Hirtz     | 27. September 1988 | 30. September 1991 |
| Fregattenkapitän Wolf Christian Bäßler | 1. Oktober 1991    | 26. September 1994 |
| Fregattenkapitän Jörg Ringe            | 27. September 1994 | 30. September 1996 |
| Fregattenkapitän Jürgen Giese          | 1. Oktober 1996    | 30. September 1998 |
| Fregattenkapitän Thomas Jugel          | 1. Oktober 1998    | 29. März 2000      |
| Fregattenkapitän Michael Mann          | 30. März 2000      | 18. Februar 2003   |
| Fregattenkapitän Gerald Koch           | 19. Februar 2003   | 21. Dezember 2004  |
| Fregattenkapitän Volker Richter        | 22. Dezember 2004  | 21. Dezember 2005  |

## Wappen
Auf dem Wappen des 1. Minensuchgeschwaders ist auf weißem Grund ein rotes Abbild des Marineehrenmals in Laboe abgebildet. Von links unten nach rechts oben sind drei schwarze Balkenkreuze dargestellt. Mit der Abbildung des Marineehrenmals soll dokumentiert werden, dass das Geschwader Anteil an der deutschen Marinegeschichte hat. Das Wappen ist entlehnt von der 1. Räumflottille der Kriegsmarine, allerdings existierte das Wappen damals ohne die drei Eisernen Kreuze. Diese wurde später im Andenken an die drei Ritterkreuzträger dieser Flottille hinzugefügt.

## Boote der 1. Generation
- Orion
- Rigel
- Merkur
- Sirius
- Pollux
- Castor
- Capella
- Mars
- Saturn
- Spica
- Jupiter
- Regulus
- Oste (21. Januar 1957–1964)

## Boote der 2. Generation
- Schütze (14. April 1959 – 26. Januar 1992)
- Mira (22. November 1960 – 14. Dezember 1973)
- [Krebs] (20. Januar 1961 – Oktober 1973)
- Pollux (28. April 1961 – 26. Mai 1992)
- Spica (19. Mai 1961 – 30. September 1992)
- Mars (18. Juli 1961 – 30. September 1992)
- Sirius (5. Oktober 1961 – 1. Oktober 1990)
- Waage (19. März 1962 – 20. Juni 1992)
- Regulus (20. Juni 1962 – 27. September 1990)
- Rigel (19. September 1962 – 29. März 1990)
- Castor (11. Dezember 1962 – 15. August 1990)
- Skorpion (9. Oktober 1963 – 10. Mai 1990)
- Saar (11. Mai 1963 – 14. Februar 1991)
- Sachsenwald (20. August 1969 – 26. September 1991)
- Steigerwald (20. August 1969 – 4. November 1993)
- Orion (ca. 1962–1973) M 1053

## Boote der 3. Generation
- Weiden (30. März 1993–2005)

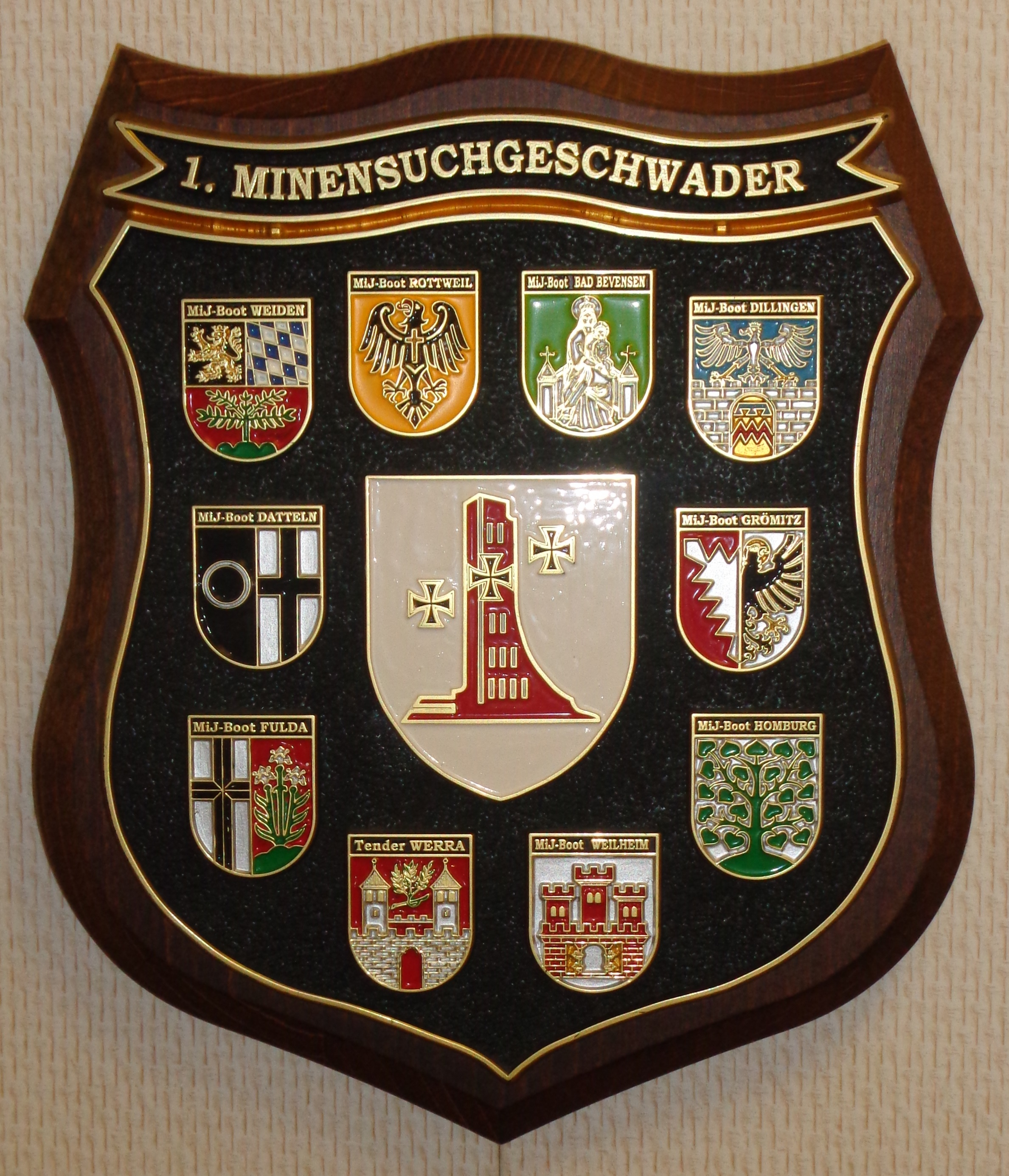
Wappen des 1. MSG

- Rottweil (7. Juli 1993–2005), umgebaut zum Minentaucher-Einsatzboot
- Bad Bevensen (9. Dezember 1993–2005)
- Werra (9. Dezember 1993–2005)
- Grömitz (23. August 1994–2005)
- Datteln (8. Dezember 1994–2005)
- Dillingen (25. April 1995–2005)
- Homburg (26. Juni 1995–2005)
- Fulda (16. Juni 1998–2005)
- Weilheim (3. Dezember 1998–2005)
- Bad Rappenau (19. April 1994–1999)
- Frankenthal (16. Februar 1992–1999)
- Sulzbach-Rosenberg (23. Januar 1996–1999)

Mit der Auflösung des 1. MSG im Dezember 2005 wurden die Boote auf das 3. und das 5. Minensuchgeschwader verteilt.